# Marnie
Marnie è un thriller psicologico del 1964 diretto da Alfred Hitchcock, tratto dall'omonimo romanzo di Winston Graham del 1961.

## Trama
Marnie è una giovane donna psicologicamente labile e frigida a causa di un grave trauma subito da bambina. Di una bellezza gelida ma affascinante, è scontrosa, travagliata e fragile allo stesso tempo. È inoltre una bugiarda e una ladra seriale; presentandosi con un aspetto austero, integerrimo ed elegante, si fa assumere in diverse aziende come segretaria e poi ruba il contenuto delle casseforti, fuggendo con il denaro e rendendosi introvabile cambiando identità. Mark Rutland, giovane industriale vedovo e proprietario di una grande azienda editoriale, la nota quando la vede lavorare come segretaria presso l'ufficio di un suo conoscente con il quale è in rapporti d'affari, ma la donna, dopo aver rubato i soldi custoditi in cassaforte, si rende irreperibile.
In albergo rimuove la tintura con cui si scuriva i capelli, cambia aspetto e vestiti, facendo perdere le proprie tracce e tornando in visita dalla madre, cui è molto legata, sia per il senso di colpa verso la donna che è zoppa ormai da molti anni, sia perché è quasi succube della sua rigida morale, che giudica frivolo finanche il colore biondo che aveva adottato per i suoi capelli. Rutland incontra di nuovo casualmente Marnie presso l'ufficio personale della propria società, dove la donna si è presentata come aspirante segretaria, e la fa assumere contro il parere del direttore. Nel frattempo Marnie, dopo pochi giorni di lavoro, in cui ha avuto occasione di osservare sia dove si trova la chiave, sia la combinazione della cassaforte aziendale, s'impadronisce del denaro in essa custodita, fuggendo.

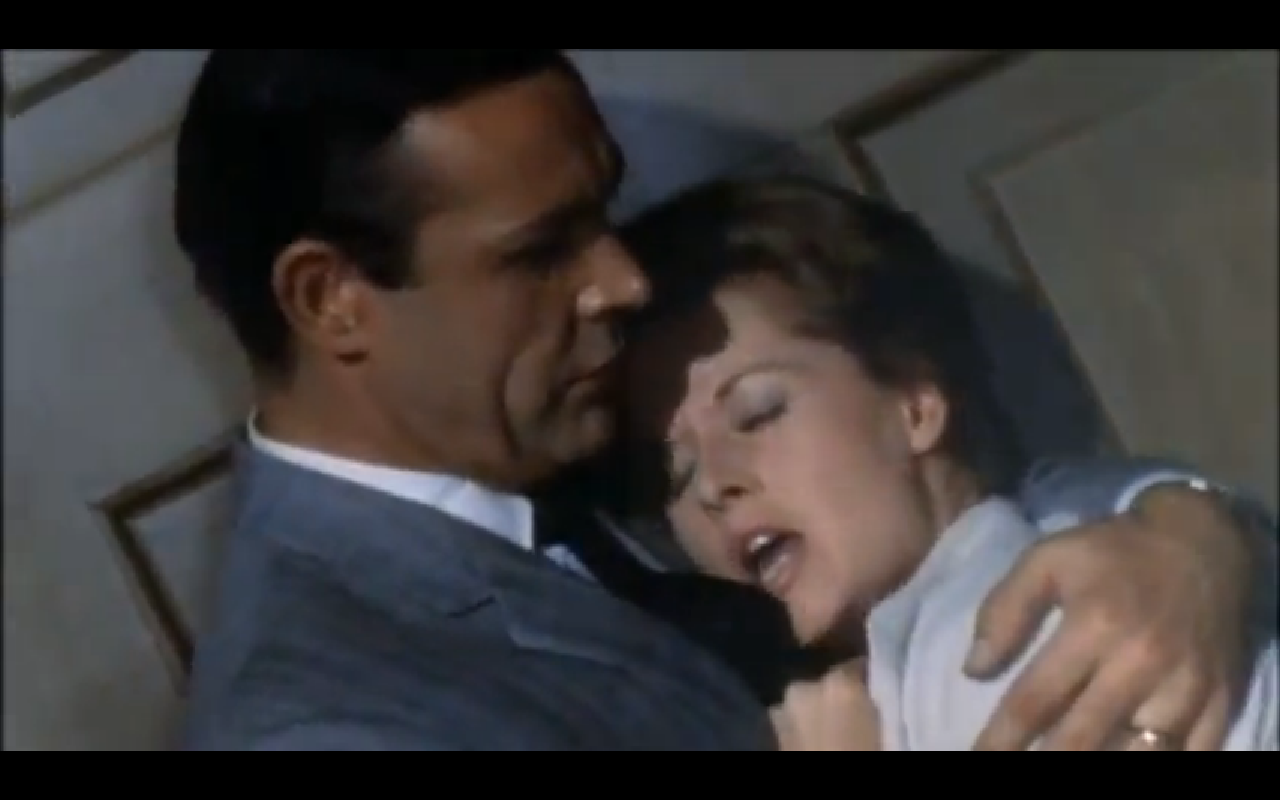
Marnie e Mark Rutland nel trailer

Mark, ormai invaghito della donna e intuito cosa sia avvenuto, reintegra con il proprio denaro l'ammanco nella cassaforte aziendale e si mette poi alla ricerca di Marnie; la trova presso una scuderia di cavalli, dove lei tiene il suo amato destriero Florio e prima che lei possa fuggire la pone di fronte a una scelta drammatica: se lo sposerà, lui non la denuncerà e anzi rifonderà l'ammontare dei suoi furti precedenti, convincendo, grazie alle proprie relazioni d'affari, i derubati a non sporgere denuncia ed evitandole così il carcere. Marnie accetta, sebbene non ricambi i suoi sentimenti.
Durante la crociera per la luna di miele, oltre alla sua già evidente cleptomania, Mark scopre che Marnie ha il terrore di qualunque contatto fisico con gli uomini, tanto che dopo che alla sera Mark l'ha obbligata ad un rapporto (evento che non viene mostrato ma solo suggerito implicitamente), abbandona di nascosto la cabina per tentare il suicidio, gettandosi nella piscina della nave. Mark la salva appena in tempo, e alla sua domanda beffarda: «Perché non ti sei buttata in mare?, Marnie risponde: «volevo uccidermi, non ingrassare quei maledetti barracuda». Tornati dalla crociera, Mark le fa arrivare a casa l'amato Florio, ma la situazione precipita durante una battuta di caccia, allorché Marnie, alla vista del colore rosso della giacca di un partecipante, perde il controllo di sé e si lancia al galoppo in una folle corsa, che culmina con una rovinosa caduta e l'azzoppamento di Florio, che lei stessa abbatte con un colpo di pistola.
Marnie ha infatti il terrore dell'accostamento del colore bianco con il rosso e dei temporali. Soffre di incubi, nei quali riaffiorano solo particolari confusi. Mark indaga la ragione dei disturbi psicologici di Marnie e scopre, con l'aiuto della cognata Lil Mainwaring, da tempo innamorata di lui, che la madre di Marnie, al contrario di ciò che lei gli aveva detto, è viva e abita a Baltimora. Grazie a un investigatore privato, viene a conoscenza dell'indirizzo della donna e della sua triste storia, di quando cioè un giorno uccise un marinaio suo cliente che l'aveva aggredita, rompendole una gamba sotto gli occhi della figlia. Mark trascina quindi Marnie a casa della madre, perché solo un confronto e un chiarimento tra le due donne potrà sbloccare la mente di Marnie; rivela quindi ciò che ha scoperto: la mamma, per mantenere se stessa e la bimba, esercitava il meretricio nella propria casa, svegliando la figlia di notte e facendola uscire dal caldo letto in cui dormivano insieme, ogni volta che doveva ricevere il marinaio di turno. 
Nel frattempo scoppia un temporale che, insieme all'ambiente familiare, fa rivivere in Marnie l'incubo represso. La sua voce assume il timbro di quando era bambina e, incalzata dalle domande di Mark, rievoca la storia: spaventata da un temporale, aveva iniziato a piangere; il marinaio che era con la madre, sentendola singhiozzare, si era avvicinato a lei per baciarla, ma la madre, interpretando questo atteggiamento come morboso, si era lanciata per difendere la figlia. Nella colluttazione, l'uomo era rimasto ferito e la madre si era fratturata una gamba. Marnie, per difenderla, aveva colpito con un attizzatoio il marinaio, uccidendolo: la vista del sangue rosso che si spandeva sulla divisa bianca l'aveva terrorizzata e scioccata.
La madre si accusò quindi dell'omicidio per tutelare la figlia, che aveva del tutto rimosso la memoria del fatto. 
A questo punto, la madre rivela la verità sulla nascita di Marnie; all'epoca la donna, appena quindicenne, fu convinta da un compagno di scuola, Bill, ad avere il suo primo rapporto sessuale in cambio di un maglione bianco, che la ragazza desiderava tanto. Rimasta incinta, il ragazzo era fuggito e lei non parlò più a nessuno di questa vicenda.
Dopo la morte del marinaio, era stata assolta per legittima difesa e aveva mantenuto la custodia della bambina, alla quale aveva imposto un'educazione rigidissima, per evitare che commettesse i suoi stessi errori, facendo nascere però nella figlia una fobia verso gli uomini e il sesso.
Marnie, avendo riportato alla coscienza il ricordo rimosso di quei terribili momenti e comprendendo quanto sua madre l'avesse amata, nonostante la sua apparente freddezza, mostra di poter finalmente superare i suoi blocchi emotivi e di poter ricambiare l'amore di Mark.

## Produzione

### Sceneggiatura
Il film è sceneggiato da Jay Presson Allen, allora famosa per il successo riscosso nel suo adattamento teatrale di The Prime of Miss Jean Brodie di Muriel Spark. Hitchcock voleva una sceneggiatrice, affinché la storia fosse scritta da un punto di vista femminile, rinunciando sia a Joseph Stefano, suo sceneggiatore in Psyco, che aveva cominciato l'adattamento prima della produzione de Gli uccelli ma che in quel momento non era libero, sia ad Evan Hunter, a cui aveva affidato il lavoro dopo la rinuncia di Stefano.

### Cast

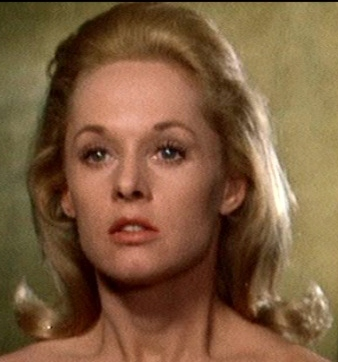
Tippi Hedren

Per il ruolo principale il regista pensava da tempo a Grace Kelly, molto attratta dall'idea di ritornare sul set dopo vari anni e soprattutto di lavorare ancora per Hitchcock. L'attrice dovette tuttavia rifiutare: il suo matrimonio con il principe Ranieri nel 1956 la costrinse a tener conto dell'opinione del popolo monegasco, che non approvava un suo ritorno sullo schermo e in un ruolo tanto estremo. Dopo avere valutato altre possibilità, e sia pure con qualche perplessità della casa produttrice, il regista decise di assegnare la parte a Tippi Hedren, con la quale aveva appena finito di lavorare in Gli uccelli (1963). La produzione di quel film era stata difficile ma tutto sommato positiva, invece con questa pellicola la tensione tra il regista e la protagonista arrivò a un punto tale che i due finirono per parlarsi solo tramite interposta persona. Motivo del dissidio era la tendenza del regista a controllare tutti gli aspetti della vita dell'attrice, compresa la sfera privata; sembra inoltre che Hitchcock si fosse innamorato della Hedren, senza però essere corrisposto.
Per il ruolo del protagonista maschile fu scritturato Sean Connery, pare su suggerimento dell'assistente del regista Peggy Robertson e della sceneggiatrice Jay Presson Allen. Preoccupato di interpretare un ruolo troppo simile a James Bond, che lo stava rendendo famoso, l'attore scozzese chiese di visionare prima la sceneggiatura; alla risposta che nemmeno una star di grande successo come Cary Grant avrebbe mai fatto una richiesta simile pur di girare un film con Hitchcock, lui rispose semplicemente: «Io non sono Cary Grant».

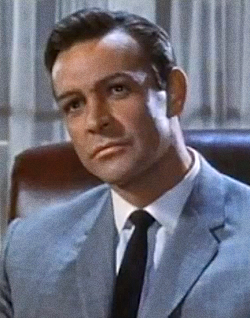
Sean Connery

L'importante ruolo della madre di Marnie venne assegnato a Louise Latham, che pur essendo pressoché sconosciuta sul grande schermo fornì un'ottima prova; la Latham, appositamente truccata per sembrare anziana nel film, in realtà aveva appena otto anni in più di Tippi Hedren.
Per il ruolo della sospettosa e ambigua sorella della defunta prima moglie di Connery, e in perfetto contrappunto con la bionda Hedren, il regista impiegò la bruna Diane Baker, che l'anno prima aveva interpretato un personaggio non dissimile in Intrigo a Stoccolma di Mark Robson.
Nel film appare brevemente, nei panni del marinaio ucciso dalla piccola Marnie, anche un giovane Bruce Dern, che lavorerà ancora con Hitchcock nel 1976 in Complotto di famiglia, ultimo film del regista. È presente infine la futura attrice di Febbre d'amore, Melody Thomas Scott (qui accreditata come Melody Thomas), nel ruolo della Marnie bambina che compare in alcuni flashback.

### Riprese
Robert Burks, al suo ultimo lavoro per Hitchcock (morirà tragicamente poco tempo dopo, insieme alla moglie, nell'incendio della loro casa), utilizza i colori in modo simbolico: il rosso che si collega al trauma e al terrore che assale Marnie, il bianco e il verde che acquisiscono quasi un valore "terapeutico".

### Effetti speciali
Gli effetti speciali della pellicola, specialmente le matte painting e le retroproiezioni, furono criticati come poco convincenti.

## Cameo
Come al solito, Hitchcock riserva un'inquadratura per se stesso: in questo caso, all'inizio del film, è un cliente dell'hotel ove alloggia anche la protagonista mentre esce da una stanza e guarda Marnie che si allontana in direzione opposta lungo il corridoio, per poi volgere per pochi secondi lo sguardo direttamente verso la macchina da presa.

## Colonna sonora
La colonna sonora è di Bernard Herrmann, l'ultima scritta da questi per Hitchcock. Scrive Roberto Pugliese:

## Distribuzione

### Edizione italiana
Nella prima edizione italiana del film furono censurate alcune parole pronunciate dalla madre di Marnie nelle concitate sequenze finali del film, in cui lei rivelava per la prima volta alcuni dettagli relativi alle circostanze della sua "precoce" maternità; questo spezzone di monologo è stato recuperato e doppiato ex novo in occasione dei recenti passaggi televisivi del film.

## Accoglienza

### Incassi
Come previsto dalla Universal, che inizialmente non voleva produrlo ed era poco convinta anche del glamour della Hedren, e con grande disappunto del regista, il film si rivelò un sostanziale insuccesso al botteghino, incassando 7 milioni di dollari con un budget di 3 milioni. Marnie è stato il 22º film di maggiore incasso del 1964.

### Critica
Dopo un decennio di grandi successi, questo film di Hitchcock fu contestato dalla critica in modo esplicito e quasi unanime, ma in seguito è stato molto rivalutato ed oggi viene considerato l'ultimo vero capolavoro del maestro inglese. Il critico Leonard Maltin ha affermato che Marnie era largamente in anticipo rispetto ai tempi, poiché affrontava un argomento troppo pruriginoso per aver successo prima del 1968.

#### Un grande film malato
Scrive François Truffaut:
[…] Un'impresa ambiziosa che ha sofferto per errori di percorso: una sceneggiatura impossibile da girare, un cast inadeguato, delle riprese avvelenate dall'odio o accecate dall'amore, uno scarto molto forte tra intenzione ed esecuzione, un impantanarsi non percepibile o un'esaltazione ingannatrice. Evidentemente la nozione di “grande film malato” si può applicare soltanto a grandissimi registi, a quelli che hanno dimostrato in altre circostanze di poter raggiungere la perfezione.»

#### La mancanza d'amore
Per Donald Spoto: